# ユーフロジーヌ・ベールナールト
ユーフロジーヌ・ベールナールト（Euphrosine Beernaert、1831年4月11日 - 1901年7月7日）は、ベルギーの風景画家である。

## 略歴
ウェスト＝フランデレン州のオーステンデのアッパーミドルクラスの家族に生まれた。父親は役人で、兄にベルギーの首相になり常設仲裁裁判所の提唱者として1909年のノーベル平和賞受賞者となるオーギュスト・ベールナールト(1829-1912)がいる。父親の仕事の都合で、1850年からディナン、ナミュール、ルーヴァン、スカールベークなどに住んだ。
母親から絵を学んで、早くから風景画の才能を示し、ナミュールで画家のフェルディナン・マリヌス(Ferdinand Marinus: 1808-1890)に学び、ブリュッセルでピエール＝ルイ・キューナー(Pierre-Louis Kühnen: 1812-1877)に学んだ。動物画家のルイ・ロブ(Louis Robbe: 1806–1887)にも学んだ。 
1848年と1851年のブリュッセルのトリエンナーレなどで展覧会への出展をはじめ.、1853年から1859年の間は、各国の教育方法を調査するために、各国で研究した兄のオーギュスト・ベールナールトと共にフランスやイタリア、ドイツなどに数回滞在したとされるが、それらの場所を描いた作品はほとんど残されていない。ベールナールトはベルギーやオランダ、ノルウェーの風景を描くのを好んだ。
1870年ころには作品が評価されるようになり、職業画家として活動するようになった。1867年のパリ万国博覧会に出展し金メダルを受賞し、その後ブリュッセルの展覧会や、ル・アーヴル、リヨン、ウィーン、フィラデルフィアなどの国外の展覧会にも出展した。1876年から1877年にかけて、ノルウェーを訪ずれ、多くの習作を持ち帰った。 1877年に、ベルギー王妃マリー＝アンリエットに作品を買い上げられた。
1877年に母親とともにイクセルの別荘に移り、この別荘には多くの芸術家たちが集まった。美術家団体に所属して活動することはなかったが、1883年に1回だけ展覧会を開いた「水彩画・版画サークル(Cercle des Aquarellistes et des Aquafortistes)」の会員になった。1887年にベルギー国王に作品を買い上げられた。
1881年にレオポルド勲章（シュヴァリエ）、1892年にレオポルド勲章（オフィシエ）を受勲した。
1901年にイクセルで亡くなった。
ベルギーに有名な女性画家、アンナ・ボックの初期の絵の教師であったことでも知られているが、ボックはその指向するスタイルの違いから、ベールナールトから学ぶのを止め、イジドール・ヴェルヘイデンのもとで学ぶようになった。

## 作品

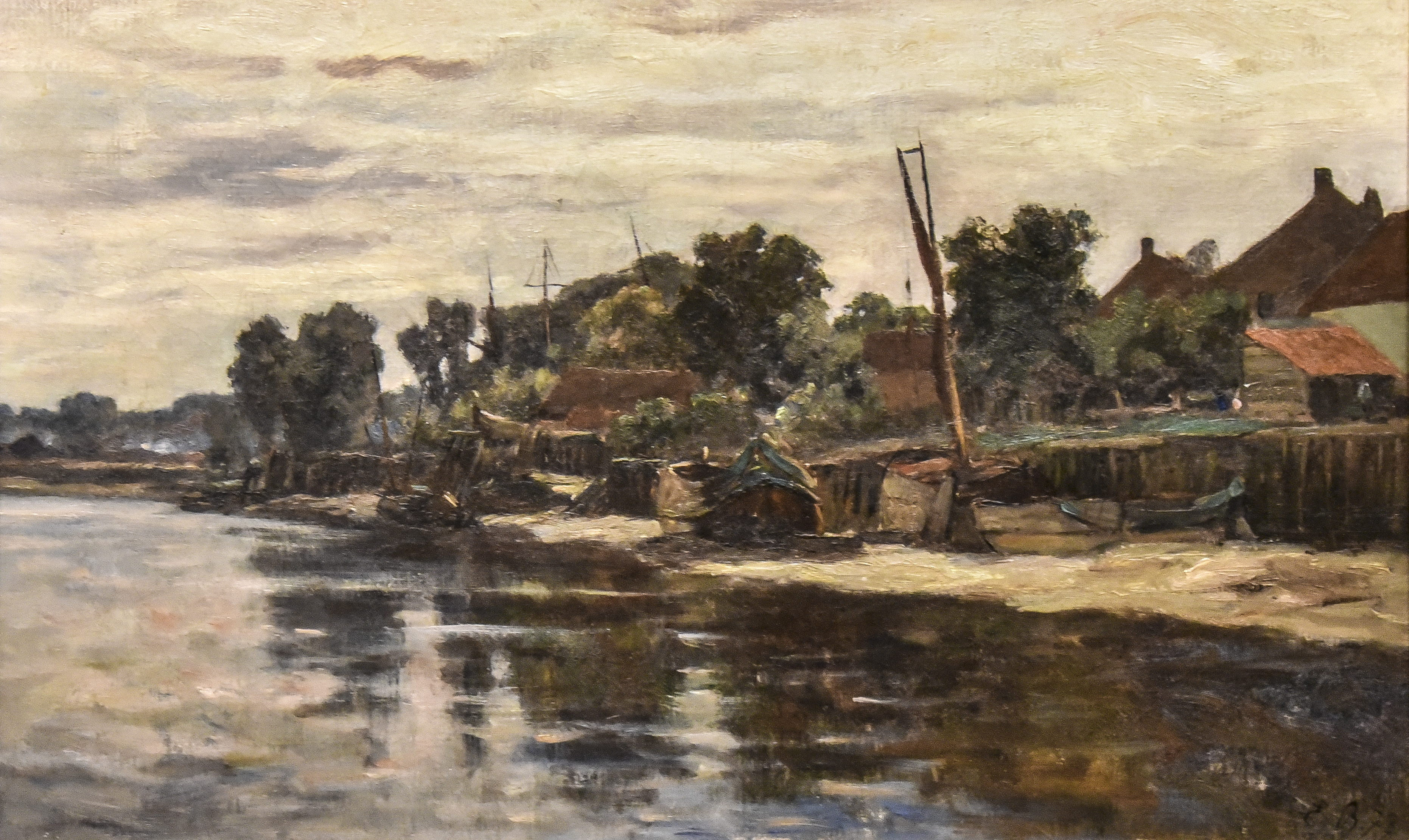
ブルヒトのスヘルド川 (1873)
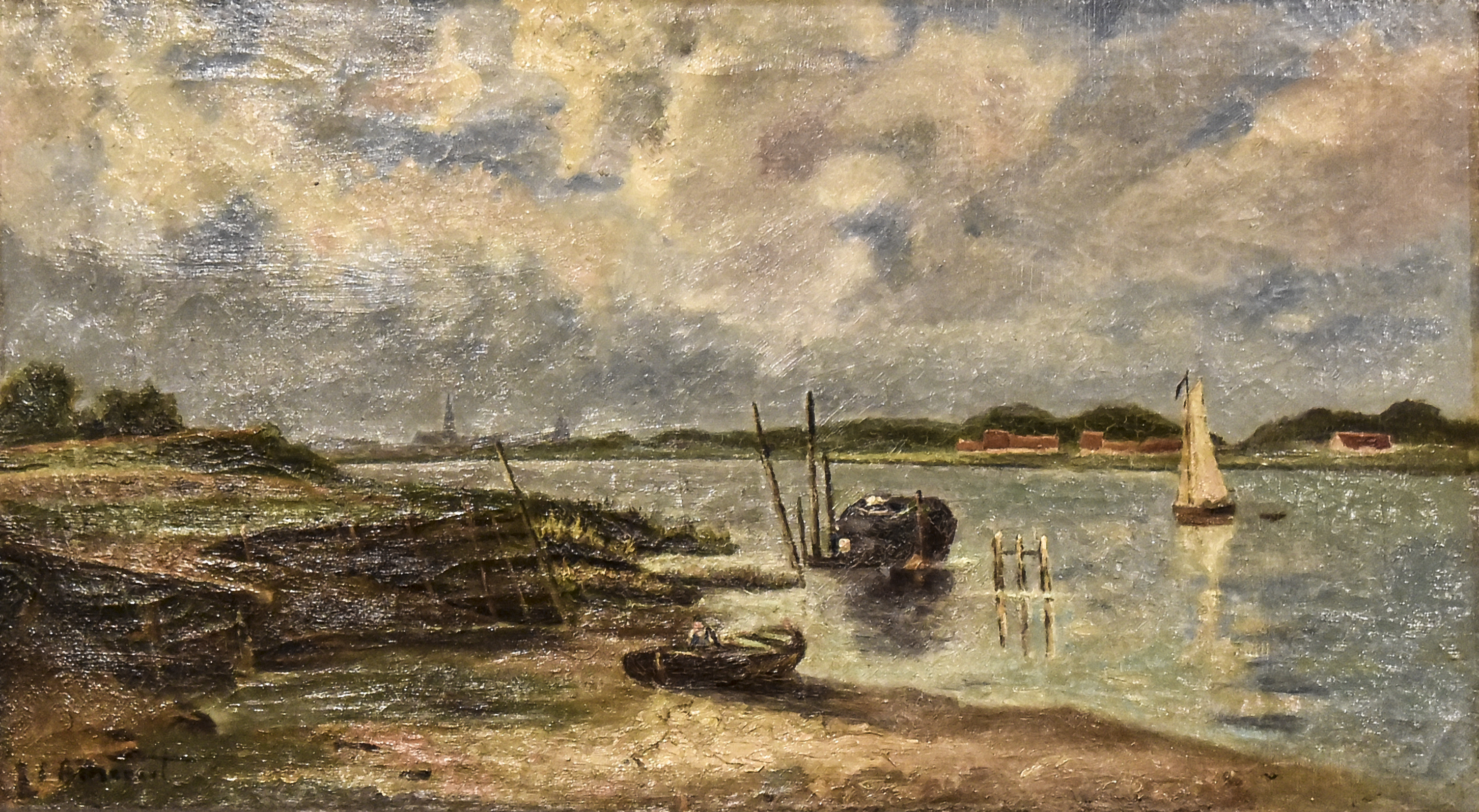
スヘルデ川の眺め
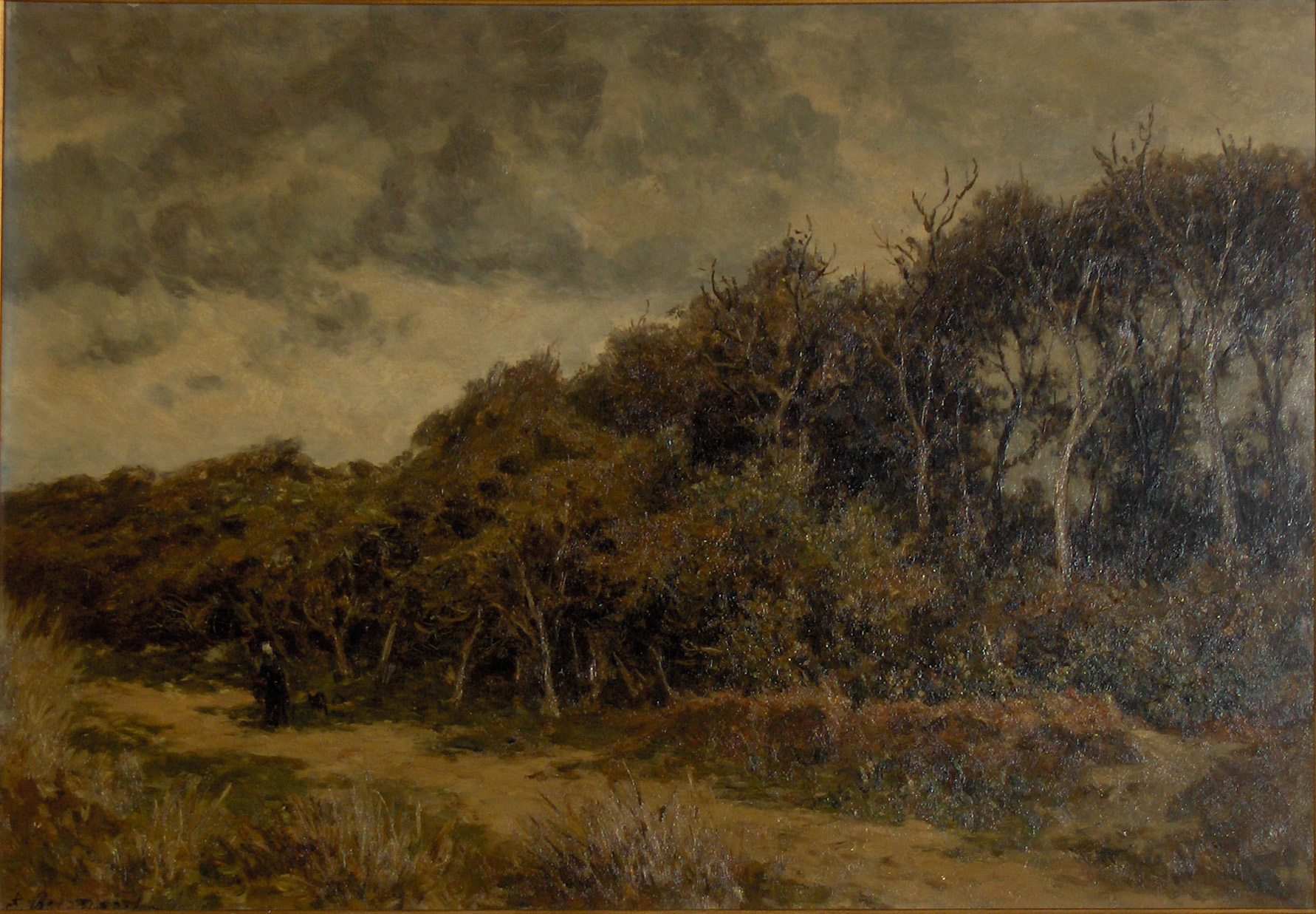
散歩する人のいる森の眺め